# 세르지 카르도나
세르지 카르도나 베르무데스(스페인어: Sergi Cardona Bermúdez, 1999년 7월 8일 ~ )는 스페인의 축구 선수이다. 그의 포지션은 왼쪽 풀백으로, 현재 라리가의 라스팔마스에서 활약하고 있다.

## 클럽 경력
카탈루냐, 지로나 류레트데마르에서 태어난, 카르도나는 짐나스틱 데 타라고나 유소년팀을 졸업했다. 2018년 7월 6일, 카르도나는 팜 팀으로 승격했다. 9월 11일, 그는 0-0으로 비긴 UE 카스텔데펠스과의 원정 경기에서 선발 출전하며 성인 무대 데뷔전을 치렀다.
2018년 10월 27일, 카르도나는 2-0으로 이긴 UA 호르타와의 홈경기에서 선제골을 넣으며 성인 무대 첫 골을 기록했다. 이듬해 6월 9일, 그는 1-1로 비긴 CD 루고 세군다 디비시온와의 홈경기에서 폴 프라츠와 후반전에 교체 투입되어 프로 데뷔전을 치렀다.
2020년 6월 25일, 카르도나는 구단의 재계약 제안을 받아들이지 않고 나스틱을 떠났으며, 9월 UD 라스팔마스에 입단했고, 처음에는 세군다 디비시온 B의 리저브 팀에 배정됐다. 2021년 5월 30일, 그는 1-0으로 이긴 UD 로그로녜스와의 원정 경기에서 선발 출전하며 1군 데뷔전을 치렀다.
2021-22 시즌 카나리아의 주전으로 자리매김한 카르도나는 2022년 6월 16일, 2024년까지 재계약을 체결하였고, 1군으로 승격되었다. 그는 2022-23 시즌에도 주전으로 활약하였고, 39경기에 출전하며 구단이 5년 만에 라리가로 복귀하는 데 기여했다.